# Lakshman Kadirgamar
Lakshman Kadirgamar fue un político esrilanqués nacido el 12 de abril de 1932 que murió asesinado el 13 de agosto de 2005.
Este político cristiano de la etnia tamil fue segundo ministro de asuntos exteriores de Sri Lanka desde 1994 hasta 2001, cargo que ocuparía de nuevo en abril de 2004 hasta su asesinato, cuando contaba con 73 años. Destacado opositor a la negociación con el grupo de los tigres tamiles, aun siendo de la etnia tamil, pertenecía al Partido de la Libertad de Sri Lanka.
Lakshman Kadirgamar estudió en el Trinity College de Kandy, se graduaría después en Derecho por la Universidad de Ceilán y estudió también en la universidad británica de Oxford.

## Muerte
El 12 de agosto de 2005, en torno a las 22:30, Kadirgamar fue el objetivo de francotiradores en su propia casa en Colombo mientras salía de la piscina. Varios disparos (dos en la cabeza y otros en cuello y cuerpo) le causaron mortales heridas y murió en el hospital nacional.